# Kurkzuur
Kurkzuur, ook octaandizuur en hexaandicarbonzuur genoemd, is een organische verbinding met als brutoformule C8H14O4. De stof komt voor als een witte vaste stof, die slecht oplosbaar is in water. Kurkzuur is een dicarbonzuur dat bij deprotonering oplosbaar is in water. De zuurconstanten zijn respectievelijk 4,51 en 5,40. Het ontstaat door inwerking van salpeterzuur op kurk.
De zouten en esters van kurkzuur worden suberaten genoemd. 

## Synthese
Kurkzuur ontstaat bij de oxidatie van ricinolzuur of wonderolie met salpeterzuur.
Kurkzuur kan men ook bekomen door de oxidatie van cyclo-octeen. Als oxidatiemiddel zijn sterke zuren zoals chroomzuur of salpeterzuur geschikt, die de ring van cyclo-octeen kunnen doorbreken. Met salpeterzuur is een katalysator bestaande uit een vanadium- en/of mangaanzout nodig.
Deze synthese werd ontwikkeld door Walter Reppe bij BASF. Ze behoort tot de zogenaamde "Reppe-chemie", die gebaseerd is op ethyn. Cyclo-octeen ontstaat immers door hydrogenering van cyclo-octatetraeen, dat zelf door polymerisatie van ethyn bekomen wordt.

## Toepassing
Vermits kurkzuur een dicarbonzuur is kan het gebruikt worden als monomeer bij de productie van polyesters en polyamides van het nylon-type. 